# Nagoya Oceans
Il Nagoya Oceans (名古屋オーシャンズ?) una squadra giapponese di calcio a 5 di Nagoya, prefettura di Aichi, che milita in F. League.

## Storia
Fondata nel 2006 con il nome Taiyo Pharmaceutical/BANFF, cambia nome nel 2007 in Nagoya Oceans prima di partecipare per la prima volta alla F. League, la massima serie del campionato giapponese di calcio 5.
Ha vinto per sette edizioni consecutive il campionato, dalla stagione 2007-2008 alla stagione 2013-2014. 
Nella stagione 2010/2011 riesce nell'impresa di vincere la AFC Futsal Club Championship. Nella stagione 2013/2014, vince la seconda AFC Futsal Club Championship 2014, battendo in finale per 5-4 la formazione thailandese del Chonburi.

## Colori e simbolo

### Colori
I colori della maglia dei Nagoya Oceans sono il rosso e il nero.

### Simboli ufficiali

#### Simbolo
Il simbolo dei Nagoya Oceans, è il leone rampante.

## Strutture

### Palazzetto

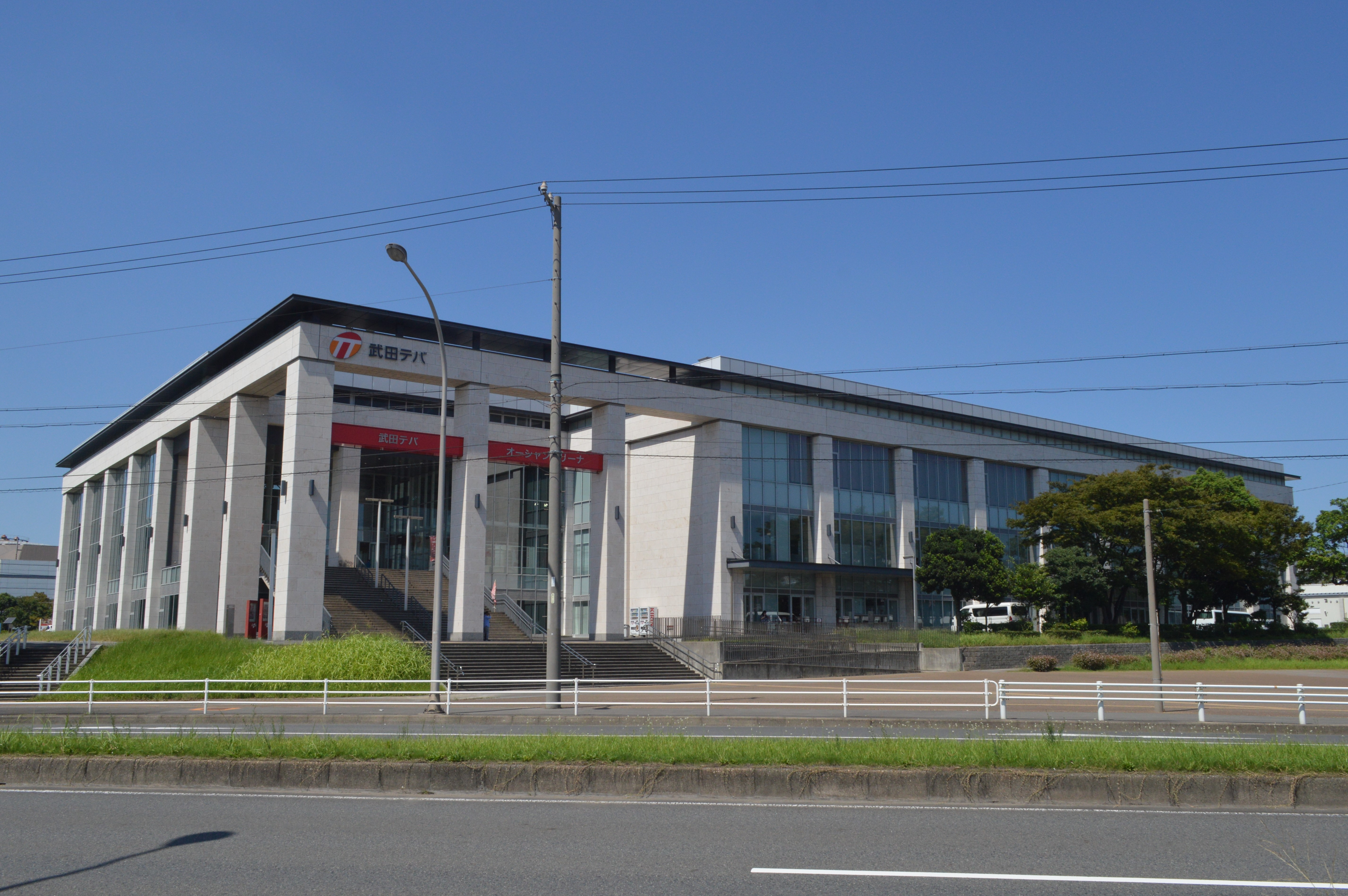
Taiyo Yakuhin Ocean Arena

I Nagoya Oceans giocano le loro partite casalinghe al Taiyo Yakuhin Ocean Arena, che contiene circa 5000 posti.

## Società

### Organigramma
- Presidente: Yoshito Sakurai

### Sponsor
- 2007-2008 Topper
- 2009-oggi Asics, Mikasa, Kirin

- 2007-oggi Taiyo Yakuhin Co. Ltd.
- 2007-oggi Kajima Corporation
- 2010-oggi Toho Gas
- 2011-2013 Emirates
- 2011-oggi Kajima Corporation, Teva Pharma Japan Inc., Asiana Airlines.

## Palmarès

### Competizioni nazionali
- F. League: 11

2007-2008, 2008-2009, 2009-2010, 2010-2011, 2011-2012, 2012-2013, 2013-2014, 2014-2015, 2015-2016, 2017-2018, 2018-2019
- Ocean Arena Cup :7

2009-2010, 2010-2011, 2011-2012, 2012-2013, 2013-2014, 2016-2017, 2017-2018
- Puma Cup : 5

2013, 2014, 2015, 2018, 2019
- All Japan Futsal Championship : 1

2007

### Competizioni internazionali
- AFC Futsal Club Championship: 4

2011, 2014, 2016, 2019

### Altri piazzamenti
- AFC Futsal Club Championship: 3º posto

2010, 2012, 2013

## Statistiche e record

### Partecipazione ai campionati
| Categoria | Partecipazioni | Debutto | Ultima stagione |
| --------- | -------------- | ------- | --------------- |
| F. League | 12             | 2007    | F. League       |

## Organico

### Rosa 2014
| N° | Naz.                                  | Ruolo      | Sportivo                 | Anno       |  |  |
| -- | ------------------------------------- | ---------- | ------------------------ | ---------- |  |  |
| 3  | Giappone (bandiera)                   | Ultimo     | Wataru Kitahara          | 02.08.1982 |  |  |
| 4  | Brasile (bandiera)                    | Ultimo     | Rafael Sakai             | 01.06.83   |  |  |
| 5  | Giappone (bandiera)                   | Ultimo     | Ryuta Hoshi              | 01.06.87   |  |  |
| 8  | Giappone (bandiera)                   | Pivot      | Hidekazu Shirakata       | 28.09.88   |  |  |
| 9  | Perù (bandiera) · Giappone (bandiera) | Pivot      | Kaoru Morioka            | 07.04.79   |  |  |
| 10 | Brasile (bandiera)                    | Universale | Ximbinha                 | 11.11.79   |  |  |
| 11 | Giappone (bandiera)                   | Universale | Hatakeyama Bruno Takashi | 25.10.84   |  |  |
| 12 | Giappone (bandiera)                   | Universale | Maedochi Matias Hernan   | 18.02.89   |  |  |
| 13 | Giappone (bandiera)                   | Laterale   | Watanabe Tomoaki         | 29.04.86   |  |  |
| 14 | Portogallo (bandiera)                 | Pivot      | Pedro Costa              | 18.12.78   |  |  |
| 15 | Giappone (bandiera)                   | Pivot      | Yoshikawa Tomoki         | 03.02.89   |  |  |
| 19 | Giappone (bandiera)                   | Portiere   | Ryuma Shinoda            | 24.05.90   |  |  |

### Staff tecnico
- Allenatore 1ª squadra: Pedro Costa (2016-)